# Alena Pfanz
Alena Pfanz (* 25. Juli 2001 in Karlsruhe) ist eine deutsche Nachwuchsschauspielerin.

## Leben
Im Alter von drei Jahren spielte sie in ihrem ersten Film Das Abenteuer um die Ecke mit, einer von ihren Eltern produzierten Dokumentarfilmreihe.
Nach acht Teilen der Dokumentation trat sie in einem Werbespot gegen Kinderarmut in Deutschland auf.
2009 verkörperte sie im Film Gangs (mit Jimi Blue Ochsenknecht, Emilia Schüle, Jannis Niewöhner) die Rolle der Eda.
2013 spielt sie in dem 3D-Film Bad Timing, der auf dem 3D-Festival Beyond zum ersten Mal ausgestrahlt wurde. Eine weitere Rolle erhielt sie für den 2014 erschienenen Film Die schwarzen Brüder.

## Filmografie
- 2007: Das Abenteuer um die Ecke Teil 1 Safari im schwarzen Wald
- 2007: Das Abenteuer um die Ecke Teil 2 Im Wald da sind die Räuber
- 2007: Das Abenteuer um die Ecke Teil 3 Der Herr der Lüfte
- 2008: Das Abenteuer um die Ecke Teil 4 Auerhühner im Schwarzwald
- 2008: Das Abenteuer um die Ecke Teil 5 Abenteuer in den Rheinauen
- 2008: Das Abenteuer um die Ecke Teil 6 Abenteuer in Costa Rica
- 2008: Das Abenteuer um die Ecke Teil 7 Die Reise zum Ursprung der Kultur[1]
- 2009: Gangs
- 2013: Die schwarzen Brüder
- 2015: Bad Timing (Kurzfilm)
- 2015: Tatort – Preis des Lebens